# Cupa României 1993/94
Der Cupa României in der Saison 1993/94 war das 56. Turnier um den rumänischen Fußballpokal. Sieger wurde zum ersten Mal Gloria Bistrița, das sich im Finale am 30. April 1994 gegen Titelverteidiger Universitatea Craiova durchsetzen konnte. Dadurch qualifizierte sich Gloria für den Europapokal der Pokalsieger.

## Modus
Die Klubs der Divizia A stiegen erst in der Runde der letzten 32 Mannschaften ein. Ab dem Achtelfinale fanden alle Spiele – abgesehen vom Finale, das traditionell in Bukarest ausgetragen wurde – auf neutralem Platz statt. Es wurde jeweils nur eine Partie ausgetragen. Stand diese nach 90 Minuten unentschieden, folgte eine Verlängerung von 30 Minuten. Falls danach noch immer keine Entscheidung gefallen war, wurde die Entscheidung im Elfmeterschießen herbeigeführt.

## Sechzehntelfinale
| Datum            |                          | Ergebnis              |                       |
| ---------------- | ------------------------ | --------------------- | --------------------- |
| 7. Dezember 1993 | Vrancart Adjud           | 0:0 n. V. (2:3 i. E.) | Steaua Bukarest       |
|                  | FC Selena Bacău          | 3:1                   | Oțelul Galați         |
|                  | Petrolul Berca           | 1:0                   | Sportul Studențesc    |
|                  | FCM Poiana Câmpina       | 2:1                   | Petrolul Ploiești     |
|                  | AFC Câmpulung Muscel     | 0:0 n. V. (5:3 i. E.) | Rapid Bukarest        |
|                  | Metalurgistul Cugir      | 0:2                   | Progresul Bukarest    |
|                  | Rapid Miercurea Ciuc     | 2:1                   | Electroputere Craiova |
|                  | Ceahlăul Piatra Neamț    | 1:2                   | Dinamo Bukarest       |
|                  | FC Argeș Pitești         | 2:0                   | UTA Arad              |
|                  | Gloria Reșița            | 1:3                   | Gloria Bistrița       |
|                  | FC Politehnica Timișoara | 0:1                   | Dacia Unirea Brăila   |
|                  | Jiul Petroșani           | 0:1 n. V.             | FC Farul Constanța    |
|                  | Cetatea Târgu Neamț      | 0:3                   | FC Inter Sibiu        |
|                  | Severnav Turnu Severin   | 0:1                   | FC Brașov             |
| 8. Dezember 1993 | Sportul Călărași         | 0:0 n. V. (3:5 i. E.) | Universitatea Cluj    |
|                  | Energia Iernut           | 0:2                   | Universitatea Craiova |

## Achtelfinale
| Datum             |                       | Ergebnis              |                      | Ort        |
| ----------------- | --------------------- | --------------------- | -------------------- | ---------- |
| 14. Dezember 1993 | FCM Poiana Câmpina    | 1:1 n. V. (5:4 i. E.) | Rapid Miercurea Ciuc | Brașov     |
|                   | Gloria Bistrița       | 5:0                   | Petrolul Berca       | Brașov     |
|                   | Universitatea Craiova | 5:0                   | FC Farul Constanța   | Bukarest   |
|                   | Dinamo Bukarest       | 2:0                   | Progresul Bukarest   | Bukarest   |
|                   | FC Brașov             | 3:1 n. V.             | FC Inter Sibiu       | Făgăraș    |
|                   | Universitatea Cluj    | 2:1                   | ARO Câmpulung Muscel | Sibiu      |
|                   | FC Argeș Pitești      | 0:0 n. V. (4:3 i. E.) | Steaua Bukarest      | Târgoviște |
| 15. Dezember 1993 | FC Selena Bacău       | 3:0                   | Dacia Unirea Brăila  | Focșani    |

## Viertelfinale
| Datum        |                       | Ergebnis              |                    | Ort         |
| ------------ | --------------------- | --------------------- | ------------------ | ----------- |
| 2. März 1994 | Gloria Bistrița       | 3:0                   | FCM Poiana Câmpina | Brașov      |
|              | Universitatea Craiova | 2:0                   | FC Selena Bacău    | Ploiești    |
|              | FC Argeș Pitești      | 1:0                   | Dinamo Bukarest    | Târgoviște  |
|              | Universitatea Cluj    | 0:0 n. V. (6:5 i. E.) | FC Brașov          | Târgu Mureș |

## Halbfinale
| Datum         |                       | Ergebnis  |                    | Ort         |
| ------------- | --------------------- | --------- | ------------------ | ----------- |
| 12. März 1994 | Universitatea Craiova | 1:0       | FC Argeș Pitești   | Bukarest    |
|               | Gloria Bistrița       | 4:1 n. V. | Universitatea Cluj | Târgu Mureș |

## Finale
| Paarung               | Gloria Bistrița – Universitatea Craiova |
| Ergebnis              | 1:0 (1:0) |
| Datum                 | 30. April 1994 |
| Stadion               | Regie-Stadion, Bukarest |
| Zuschauer             | 7.000 |
| Schiedsrichter        | Adrian Porumboiu (Vaslui) |
| Tore                  | 1:0 Nicolae Ilea (26.) |
| Gloria Bistrița       | Florin Tene, Dorel Zegrean, Gabriel Cristea, Mircea Dumitriu (78. Cristian Alexandru), Valer Săsărman, Simion Mironaș, Ion Balaur (75. Dumitru Halostă), Marius Răduță, Cornel Sevastița, Florin Stancu, Nicolae Ilea Cheftrainer: Constantin Cârstea |
| Universitatea Craiova | Dorin Arcanu, Daniel Mogoșanu, George Biță, Ion Sburlea, Remus Ganea (78. Nicolae Zamfir), Corneliu Papură, Ovidiu Stîngă, Silvian Cristescu (35. Aurel Călin), Cristian Vasc, Ionel Gane, Gheorghe Craioveanu Cheftrainer: Marian Bondrea            |